# Annotations of an Autopsy
Az Annotations of an Autopsy egy 2006-ban alakult brit death metal/deathcore együttes.

## Története
Tagjai Suffolk-ból és Lowestoft-ból származnak. Alapító tagjai: Steve Regan énekes és Jamie Sweeny gitáros. Hozzájuk csatlakozott Al Clayton gitáros, Ross Davey basszusgitáros és Dan Hasselgoff dobos. Első kiadványuk egy demó volt megalakulásuk évében, 2006-ban, rá egy évvel később, 2007-ben a bemutatkozó EP-jük is megjelent. 2008-ban adták ki első nagylemezüket, a "Siege of Amida Records" gondozásában. Második lemezüket két évvel később, 2010-ben dobták piacra, az "anyagot" ezúttal a Nuclear Blast jelentette meg. Az Annotations Of An Autopsy lemezeit a mai napig a Nuclear Blast adja ki. 2013-ban feloszlottak, majd 2018-ban újraalakultak. Az együttes 2019-ben új EP-t rögzített, "World of Sludge" címmel.

## Tagjai
- Nath Applegate - basszusgitár
- Steve Regan - ének
- Neil Heyward - dob
- Sean Mason - gitár
- Al Commons - gitár

Korábbi tagok
- Sean Hynes - basszusgitár
- Rasscist - basszusgitár
- Matt - basszusgitár
- Dan Hasselgoff - dob
- Lyn "320" Jeffs - dob
- Brad Merry - dob
- Al Clayton - gitár
- Sam Dawkins - gitár
- Jamie Sweeny - gitár
- Don Jones - gitár
- Nick Thompson - dob

## Diszkográfia
- Demo 2006
- Welcome to Sludge City (EP, 2007)
- Before the Throne of Infection (album, 2008)
- II: The Reign of Darkness (album, 2010)
- Dark Days (EP, 2011)
- World of Sludge (EP, 2019)